# Final do Campeonato de Portugal de 1925–26
A Final do Campeonato de Portugal de 1925–26 foi a Final da 5ª edição do Campeonato de Portugal. O Marítimo venceu esta edição após derrotar o Belenenses por 2–0 na Final disputada no Campo do Ameal, no Porto, no dia 6 de Junho de 1926, conquistando o seu 1º título na prova.

## Historial na prova
Na época 1925–26 ambos os finalistas, Marítimo e Belenenses, alcançaram a sua 1ª Final no Campeonato de Portugal.

## Percurso dos finalistas

### Marítimo
No caminho para a Final o Marítimo, campeão da Madeira, disputou apenas um jogo, eliminando o FC Porto (AF Porto).
| Fase         | Adversário      | Resultado |
| ------------ | --------------- | --------- |
| Meias-Finais | FC Porto (casa) | 7 – 1     |

### Belenenses
Para se qualificar para a Final o Belenenses, campeão de Lisboa, eliminou o Leões de Santarém (AF Santarém), o Sp. Espinho (AF Aveiro) e o Olhanense (AF Algarve).
| Fase            | Adversário               | Resultado |
| --------------- | ------------------------ | --------- |
| 1ª Eliminatória | Leões de Santarém (casa) | 7 – 2     |
| 2ª Eliminatória | Sp. Espinho (casa)       | 4 – 1     |
| Meias-Finais    | Olhanense (casa)         | 2 – 1     |

## Estádio
O estádio escolhido para a Final foi o Campo do Ameal, no Porto. Inaugurado em 1920 e utilizado pelo Sport Progresso, esta foi a única Final do Campeonato de Portugal disputada neste estádio.

## Final
| 6 de Junho de 1926 | Marítimo                              | 2 – 0     | Belenenses | Campo do Ameal, Porto              |
|                    | José Fernandes 55' · Manuel Ramos 70' | Relatório |            | Árbitro: José Guimarães (AF Porto) |

| Marítimo | Belenenses |

|                 |  | Ângelo Ortega Fernandes |
|                 |  | António Sousa           |
|                 |  | José Correia            |
|                 |  | António Camarão         |
|                 |  | Domingos Vasconcelos    |
|                 |  | José Ramos              |
|                 |  | José Fernandes          |
|                 |  | António Alves           |
|                 |  | Manuel Ramos            |
|                 |  | José de Sousa           |
|                 |  | Francisco Lopes         |
| Treinador:      |  |                         |
| Francisco Ekker |  |                         |

|                    |  | Francisco Assis   |     |  |
|                    |  | Júlio Marques     |     |  |
|                    |  | Eduardo Azevedo   |     |  |
|                    |  | César de Matos    |     |  |
|                    |  | Augusto Silva     | 70' |  |
|                    |  | José Almeida      |     |  |
|                    |  | Fernando António  |     |  |
|                    |  | Pepe              |     |  |
|                    |  | Rodolfo Faroleiro |     |  |
|                    |  | Alfredo Ramos     |     |  |
|                    |  | Silva Marques     |     |  |
| Treinador:         |  |                   |     |  |
| Artur José Pereira |  |                   |     |  |

Nota: Apesar de não existirem cartões à época, no minuto 70, Augusto Silva, capitão do Belenenses, recebeu ordem de expulsão do árbitro.